# Bouchtata
Bouchtata là một đô thị thuộc tỉnh Skikda, Algérie. Dân số thời điểm năm 2002 là 9.126 người.